# Varietà piatta
In matematica, una varietà piatta è una varietà riemanniana a curvatura sezionale costantemente nulla. Gli esempi più importanti di varietà piatte in dimensione {\displaystyle n} sono lo spazio euclideo {\displaystyle \mathbb {R} ^{n}} ed il toro
{\displaystyle S^{1}\times \cdots \times S^{1}.}
Una varietà in cui la curvatura sezionale è invece costantemente 1 o -1 è detta rispettivamente ellittica o iperbolica.

## Definizione
Una varietà piatta è una varietà riemanniana con curvatura sezionale ovunque nulla, indipendentemente dal punto e dal piano su cui questa è valutata.

## Varietà piatte complete
Ogni varietà piatta completa ha come rivestimento universale lo spazio euclideo {\displaystyle \mathbb {R} ^{n}}, ed è quindi ottenuta da questo come spazio quoziente tramite l'azione di un gruppo {\displaystyle G} di isometrie.
Tale azione deve essere libera e propriamente discontinua. Equivalentemente, il gruppo {\displaystyle G} è un sottogruppo discreto del gruppo di isometrie di {\displaystyle \mathbb {R} ^{n}} (quest'ultimo ha una topologia naturale).

## Esempi

### Tori

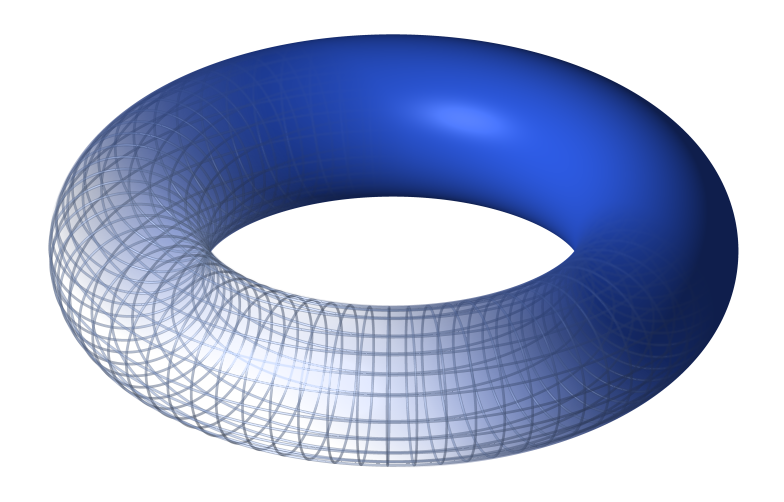
Un toro è una varietà piatta, ma non con la metrica descritta qui in figura! La superficie qui descritta infatti ha punti con curvatura gaussiana positiva e negativa. Per dare una metrica piatta al toro è necessario immergerlo in uno spazio quadridimensionale.

L'esempio più importante di varietà piatta compatta è il toro {\displaystyle n}-dimensionale
{\displaystyle \mathbb {T} ^{n}=\underbrace {S^{1}\times S^{1}\times \cdots \times S^{1}} _{n}.}
Per {\displaystyle n=2} si ottiene l'usuale toro bidimensionale. Il toro si ottiene come quoziente dello spazio euclideo {\displaystyle \mathbb {R} ^{n}} tramite il gruppo {\displaystyle G} formato da tutte le traslazioni intere:
{\displaystyle G=\{x\mapsto x+a\ |\ a\in \mathbf {Z} ^{n}\}.}
Più concretamente, la metrica sul toro è semplicemente quella indotta dall'immersione del toro dentro {\displaystyle \mathbb {R} ^{2n}}, ottenuta come prodotto dell'immersione della circonferenza {\displaystyle S^{1}} dentro {\displaystyle \mathbb {R} ^{2}}.

### Bottiglia di Klein
La bottiglia di Klein è rivestita dal toro bidimensionale con un rivestimento di grado due. Tale rivestimento è una isometria, e quindi induce una metrica piatta anche sulla bottiglia di Klein.

Identificando in questo quadrato i lati opposti si ottiene un toro. La metrica piatta è quella del quadrato: questa "si incolla bene" ai bordi, poiché forma un angolo di al vertice.

## Proprietà

### Geometria locale euclidea
Ogni punto di una varietà piatta ha un intorno isometrico ad un aperto dello spazio euclideo. Localmente, su una varietà piatta vale quindi la geometria euclidea: tale geometria può però non valere globalmente.

### Teorema di Bieberbach
Per il teorema di Bieberbach, ogni varietà piatta compatta è rivestita dal toro.

### Caratteristica di Eulero
Una varietà piatta compatta ha caratteristica di Eulero nulla. Questo fatto può essere visto come conseguenza del teorema di Bieberbach, visto che il toro ha caratteristica di Eulero nulla e i rivestimenti preservano questa proprietà.